# Општина Дравоград
Општина Дравоград (словен. Dravograd) је једна од општина Корушке регије у држави Словенији. Седиште општине је истоимени град Дравоград.

## Природне одлике
Рељеф: Општина Дравоград налази се у северном делу Словеније, у северном делу покрајине словеначке Корушке. Општина је гранична према Аустрији на северу. Средишњи део општине је долина реке Драве. Северно од долине издиже се планина Голица, југозападно Либелишка гора, а југоисточно планина Похорје.
Клима: У општини влада умерено континентална клима.
Воде: Најважнији водоток у општини је река Драва. У њу се на подручју општине улива река Межа, а који километар узводно у Межу Мислиња. Сви остали водотоци су мали и њихове су притоке.

## Становништво
Општина Дравоград је средње густо насељена.

## Насеља општине
| - Буковска Вас - Буковје - Велка - Вич - Врата - Горче - Горишки Врх | - Доброва при Дравограду - Дравоград - Козји Врх над Дравоградом - Либеличе - Либелишка Гора - Ојстрица | - Отишки Врх - Подкланц - Селовец - Св. Боштјан - Св. Данијел - Св. Дух | - Толсти Врх - Трбоње - Трибеј - Чрнече - Чрнешка Гора - Шентјанж при Дравограду |  |

## Додатно погледати
- Дравоград